# Bernard Epin
Pour les articles homonymes, voir Epin.
Bernard Epin, né le 27 mai 1936 à Paris et mort le 1er avril 2020 à Paris, est un écrivain, critique littéraire et militant communiste français.

## Biographie
Bernard Epin naît en 1936. « Ses parents, issus de la paysannerie pauvre du Berry, sont
des Parisiens de fraîche date. Son père, Abel, est ouvrier, militant CGT, et sa mère couturière à domicile ».
Il est nommé instituteur dans le XIVe arrondissement de Paris en 1955, il adhère au Parti communiste en 1954 et entre en 1957 au collectif de rédaction de la revue L'École et la Nation, revue communiste consacrée aux questions pédagogiques. Après son service militaire effectué en Algérie (1959-1961), il en devient secrétaire de rédaction. À la fin des années 1960, il prend la suite de Natha Caputo pour s'occuper des chroniques de « livres pour enfants » au sein de la revue,. 
Il collabore également à l'hebdomadaire Révolution, au mensuel Regards et enfin à L'Humanité à partir de 1999. 
Outre ses critiques en littérature de jeunesse, il écrit une dizaine d'essais, dont Les livres de vos enfants, parlons-en (1985), qui défendent l'idée de l'émancipation par l'éducation et la nécessité de démocratiser la lecture. 
Il a élu à la mairie de Saint-Ouen de 1965 à 2001, chargé des affaires culturelles de 1971 à 1995.
Il avait été testé positif au SARS-CoV-2, il est mort des suites de la maladie à coronavirus,, à l'âge de 83 ans.

## Publications
- Découvrir la littérature d'aujourd'hui pour les jeunes, textes choisis et présentés par Bernard Epin, Éditions Seghers, 1976
- Profession chanteur, Max Rongier et Bernard Epin, Éditions La Farandole, 1977
- Chez nous à Saint-Ouen, Bernard Epin et Jean Lefort, Temps actuels, 1983
- L'éducation civique, c'est quoi aujourd'hui ?, Pierre Gamarra et Bernard Epin, Éditions La Farandole, 1985
- Les livres de vos enfants, parlons-en, Bernard Epin, Éditions La Farandole, 1985
- La Révolution française: elle inventa nos rêves, Bernard Epin et al, Éditions Messidor, 1988
- Guide des auteurs du livre de jeunesse français, Denise Dupont-Escarpit, Nicole Du Roy, Bernard Epin, Odile Limousin, Éd. du Cercle de la librairie, 1989
- Les petits mots des petits mômes, Bernard Epin, Éditions Messidor, 1990
- Le grand livre du jeune citoyen: avec le texte intégral de la Déclaration universelle des droits de l'homme, Bernard Epin, Rue du monde, 1998, 2004, 2012
- Mon premier livre de citoyen du monde, Bernard Epin, Rue du monde, 2000, 2012, 2014